# متلازمة هيلب
متلازمة هيلب (بالإنجليزية: HELLP syndrome)‏ هي أحد مضاعفات الحمل، تعد نوعاً من تسمم الحمل أو أحد مضاعفاته، تحدث في المراحل الأخيرة من الحمل أو بعد الولادة، وتشمل:
- انحلال الدم
- ارتفاع إنزيمات الكبد
- نقص الصفائح الدموية

## الأعراض والعلامات
غالباً ما تظهر المتلازمة في المرحلة الثالثة من الحمل، وحالات نادرة فقط تم الإبلاغ عنها حدثت قبل الأسبوع 21 من الحمل، و8% من الحالات تحدث بعد الولادة، وغالباً ما لا تبدو المصابة مريضة للغاية، والأعراض المبكرة هي كالتالي:
- في 90% من الحالات: ألم في المنطقة فوق المعدية أو الربع العلوي الايمن من البطن.[3][4]
- إعياء وتوعك في 90% من الحالات أيضاً.[4]
- في 50% من الحالات: غثيان وقيء.[4]

### أعراض وعلامات أخرى
- صداع شديد (30%).
- اضطرابات الرؤية.
- وخز وتنميل في الأطراف.
- استسقاء لكن غيابه لا يعني استبعاد المتلازمة.
- ارتفاع ضغط الدم: قد يكون بسيطاً.
- انفجار الحافظة المحيطة بالكبد وما يتبعها من ورم دموي.
- الإصابة بنوبات صرع أو الغيبوبة يعني الإصابة بالإرجاج.
- التخثر المنتثر داخل الأوعية يحدث ل20% من المصابات بمتلازمة هيلب.[5]
- قصور كلوي حاد: في 84% من المصابات.[6]
- وذمة الرئة: في 6% من المصابات[5] و44% من المصابات بمتلازمة هيلب والقصور الكلوي الحاد كأحد مضاعفات المرض.[6]

قد لا يتم التشخيص بشكل صحيح وفي وقت مبكر؛ مما يرفع احتمالية الإصابة بقصور الكبد، ونادراً ما تصاب الأم بعد الولادة القيصرية بصدمة (جهاز الدوران) تحاكي الانصمام الرئوي أو النزيف التفاعلي.

## آلية المرض
السبب الرئيسي غير معروف بدقة، قد يكون تحفيز عوامل التجلط هو السبب؛ حيث يكون الفيبرين شبكة في الأوعية الدموية الدقيقة مسبباً فقر الدم الانحلالي باعتلال الأوعية الدقيقة حيث تقوم الشبكة بتكسير كرات الدم الحمراء التي تمر من خلالها، كذلك تستهلك الصفائح الدموية، ويُعد الكبد هو المكان الرئيسي للإصابة مما يؤدي إلى نقص التروية ومن ثم نخر ما حول وريد الباب. تُعد متلازمة هيلب أحد أنواع التخثر المنتثر داخل الأوعية التي تسبب أيضاً نزيفاً يعيق الجراحة.
وقد وُجد أن نقص إنزيم (long chain 3-hydroxyacyl-CoA-dehydrogenase [الإنجليزية]) في الأطفال له علاقة بإصابة الأم بمتلازمة هيلب والكبد الدهني الحاد أثناء الحمل؛ فثمانون بالمائة من الأطفال المصابين تعرضت أمهاتهم لمتلازمة هيلب أو الكبد الدهني الحاد أثناء الحمل وإن كانت الآلية غير معروفة.

## التشخيص
يصعب تشخيص المتلازمة نظراً لتنوع الأعراض؛ فقد لا تعاني المصابة من أية أعراض سوى ألم في البطن، والتشخيص المبكر في غاية الأهمية للتخفيف من حدة المرض؛ فإذا لم يتم العلاج في الوقت المناسب قد يؤدي إلى تفاقم الحالة أو وفاتها انفجار أو نزيف الكبد أو الوذمة الدماغية.
إن وُجدت احتمالية للإصابة الأم بالمتلازمة يتم عمل الاختبارات التالية:
- عد دموي شامل
- اختبارات تجلط الدم
- اختبارات وظائف الكبد
- قياس مستوى الكهارل في الدم
- اختبارات وظائف الكلى
- قياس مستوى نواتج تحلل الفيبرين
- قياس مستوى إنزيم لاكتات ديهيدروجينيز كمؤشر لانحلال كرات الدم الحمراء
- تحليل البول لمراقبة الزلال

وفي دراسة أعدت عام 1995 وجد أن تحليل دي ديمر (D-dimer) الإيجابي في وجود تسمم الحمل يعطي توقعاً لإصابة الأم بمتلازمة هيلب.
وتختلف معايير تشخيص المتلازمة من دراسة إلى أخرى، ومن ضمنها:

### تبعاً لجامعة تينيسي
- انحلال الدم يظهر في شريحة الدم
- مستوى إنزيم لاكتات ديهيدروجينيز>600 وحدة دولية/لتر
- مستوى إنزيم ناقلة أسبارتات>70 وحدة دولية/لتر
- مستوى الصفائح الدموية <100000 لكل ميكرولتر

ووجود واحد أو اثنين فقط من هذه المعايير يعني الإصابة بمتلازمة هيلب جزئياً.

### تبعاً لجامعة ميسيسيبي 1999
- دلائل على انحلال الدم

1. مستوى إنزيم لاكتات ديهيدروجينيز>600 وحدة دولية/لتر
2. فقر الدم

- نقص الصفائح (<150000 لكل ميكرولتر)
- دلائل على ضعف الكبد

1. مستوى إنزيم ناقلة أسبارتات>40 وحدة دولية/لتر
2. مستوى إنزيم ناقلة ألانين>40 وحدة دولية/لتر[12]

وتصنف المتلازمة إلى درجات بحسب مستوى الصفائح الدموية كالتالي:
- الدرجة 1:نقص شديد في مستوى الصفائح (?50000 خلية/ميكرولتر)
- الدرجة 2:نقص متوسط في مستوى الصفائح (>50,000 و ?100,000 خلية/ميكرولتر)
- الدرجة 3:نقص بسيط في مستوى الصفائح (>100,000 و?150,000 خلية/ميكرولتر)

### تبعاً لجامعة ميسيسيبي 2006
صُنفت المتلازمة إلى ثلاث درجات، كالتالي:
- الدرجة 1:

1. نقص شديد في الصفائح الدموية (?50000 خلية/ميكرولتر)
2. ضعف وظائف الكبد (مستوى ناقلة أسبارتات و/أو ناقلة ألانين ?70 وحدة دولية/لتر
3. انحلال الدم (مستوى إنزيم لاكتات ديهيدروجينيز>600 وحدة دولية/لتر)

- الدرجة 2:

نفس المعايير لكن مع نقص نتوسط في الصفائح (>100,000 و?150,000 خلية/ميكرولتر)
- الدرجة 3:

1. نقص بسيط في الصفائح الدموية (?50000 خلية/ميكرولتر)
2. ضعف بسيط في وظائف الكبد (مستوى ناقلة أسبارتات و/أو ناقلة ألانين ?40 وحدة دولية/لتر
3. انحلال الدم (مستوى إنزيم لاكتات ديهيدروجينيز>600 وحدة دولية/لتر)[13]

## العلاج
العلاج الفعال الوحيد هو ولادة الطفل في الحال، ويتم علاج الأم بالآتي:
- كبريتات المغنسيوم: لتقليل احتمالية الإصابة بالصرع والإرجاج، ولكن فعاليته مختلف عليها.
- بلازما مجمدة طازجة: في حالة التخثر المنتثر داخل الأوعية؛ لتجديد بروتينات التجلط.
- نقل الدم: لعلاج فقر الدم.
- الكورتيكوستيرويد وخافضات ضغط الدم مثل: (لابيتالول-هيدرالازين-نيفيديبين) قد تكون كافية في الحالات البسيطة
- إمداد المريضة بالسوائل عن طريق الوريد.
- الانصمام: في حالة وجود ورم دموي في الكبد أو حالات النزيف الشديد.

ويتضمن بروتوكول جامعة ميسيسيبي استخدام الكورتيكوستيرويد، لكن تقريراً نشر عام 2009 ينص على أنه لا أدلة على فاعليته. وفي مراجعة منهجية أجريت بواسطة مؤسسة كوكرين وجد أنه لا تأثير للكورتيكوستيرويد على الأم أو الجنين.

## توقع سير المرض
مع العلاج تبلغ حالات وفيات الأمهات 1% فقط، رغم حدوث مضاعفات كانفصال المشيمة المبكر والقصور الكلوي الحاد وورم دموي في الكبد وأضرار دائمة للكبد وانفصال الشبكية بنسبة 25%.
وتبلغ معدلات وفاة الأطفال في فترة ما حول الولادة 73 إلى 117 من كل 1000 طفل لأم مصابة بالمتلازمة، و40% منهم يولدون بحجم أصغر من المتوسط لأعمارهم، وبشكل عام، تلعب عوامل كسن الطفل دوراً أهم من شدة المتلازمة في تحديد النتائج في الأجنة.

## الانتشار
معدلات الحدوث تصل إلى 0.5-0.9% من كل حالات الحمل، و10-20% من حالات تسمم الحمل الشديدة، ويشيع في النساء من الجنس القوقازي فوق ال25 عاماً.

## في التاريخ
عرفت المتلازمة كمرض منفصل عن تسمم الحمل الشديد عام 1982 بواسطة الطبيب لويس وينشتاين، وفي مقالة نشرت عام 2005، كتب وينشتاين أن حالات وفيات الأمهات المصابات بانحلال الدم وو اضطراب وظائف الكبد ونقص الصفائح الدموية وانخفاض مستوى الجلوكوز بلا سبب معروف دفعه إلى البحث عن كل المعلومات الواردة في السجلات الطبية عن مثل هذه الحالات ، ووجد أن هناك حالات مصابة تم الإبلاغ عنها منذ 1954.